# Neunkirchen (Renania Settentrionale-Vestfalia)
Neunkirchen è un comune di 12 994 abitanti della Renania Settentrionale-Vestfalia, in Germania.
Appartiene al distretto governativo (Regierungsbezirk) di Arnsberg ed al circondario (Kreis) di Siegen-Wittgenstein (targa SI).